# آرثر سميث (لاعب كرة قدم أسترالية)
آرثر سميث (بالإنجليزية: Arthur Smith)‏ هو لاعب كرة قدم أسترالية أسترالي، ولد في 7 يونيو 1908، وتوفي في 6 سبتمبر 1987.

## وصلات خارجية
- آرثر سميث على موقع AustralianFootball.com (الإنجليزية)
- آرثر سميث على موقع AFLtables.com (الإنجليزية)